# Heinrich Graeff

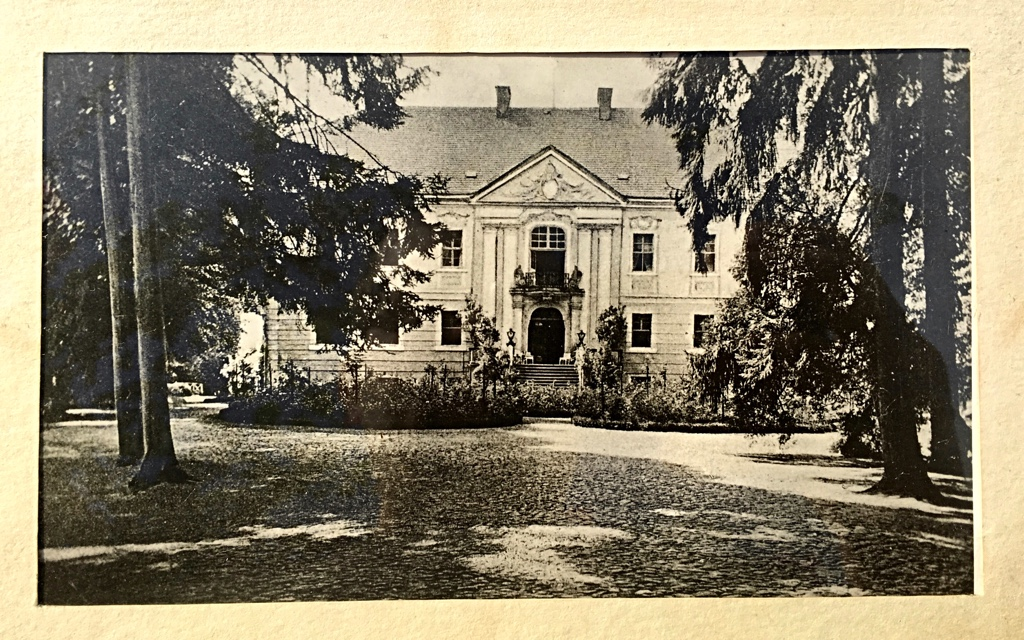
Schloss Konotop(p)

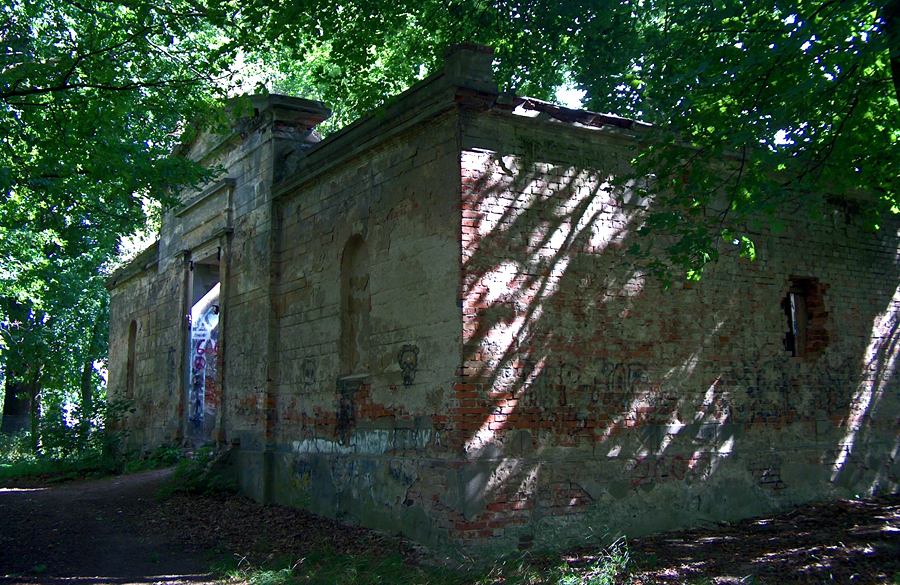
Grabstätte des Heinrich Graeff im Schlosspark Konotop(p)

Heinrich Graeff (* 4. August 1800 in Leipzig, Königreich Sachsen; † 25. Januar 1861 in Kontopp bei Grünberg, Provinz Schlesien) war ein deutscher Rechtsanwalt und Politiker in Schlesien sowie Gutsherr (Rittergutsbesitzer von Kontopp). Er verfasste Bücher und Schriften zur Gesetzgebung. 

## Biografie

### Herkunft und Familie
Heinrich Graeff, auch Gräff, stammte aus Leipzig. Gräff heiratete Auguste und hatte mit Maria Gräff (auch Graef und Gräf) eine Tochter, die sich mit Heinrich Constantin Adelbert Foerster, dem späteren Gutsherr auf Kontopp, verehelichte. Einer seiner Nachkommen war Lothar Foerster (1865 auf Kontopp- 1939 in Danzig), Verwaltungsjurist und als Regierungspräsident im westpreußischen Danzig.
Zeitgleich war in Leipzig ab 1788 die Buchhändler- und Verlegerfamilie Gräff (auch Graeff) tätig, wobei es nicht bekannt ist ob ihr Heinrich Graeff entstammte.
Diese Familie Gräff bestand aus den Gebrüdern Ernst Martin Gräff (1760–1802), Heinrich Gräff (geb. 1765; übersiedelte 1827 nach Königsberg i. Pr.) und Hermann (gest. 1794), die nach dem Tode der beiden Brüder in Buchhandlung Heinrich Gräff umbenannt wurde. Die Familie stand in regem Kontakt zu Johann Heinrich Pestalozzi.
Die drei Herren Gräff waren Brüder des protestantischen Pastors Friedrich Gustav Gräff (Graeff) aus Langenhanshagen in Schwedisch-Pommern. Jener war Pastor von Barth (1750–1798; Pastor ab 1776), hatte elf Söhne und eine Tochter, und war mit Ernst Moritz Arndt befreundet, dessen Schwiegervater er beinahe wurde. Einer dieser Söhne war Wilhelm Gräff (1781–1839), der zu seinem Onkel Heinrich Gräff nach Leipzig in die Lehre ging, 1807 eine Buchhandlung in St. Petersburg gründete, und Kommissionair der Kaiserlichen Akademie der Wissenschaften war.
Die Mitglieder der Pommerischen Pastorenfamilie, lassen sich bis zu  Joachim Heinrich Gräff(e) (1670 in Prenzlau, Brandenburg-1752 in Barth), Advokat am Königl. Preußisches Hof- und Kammergericht und Amtmann von Gramzow/Brandenburg, zurückverfolgen. Jener ehelichte 1705 in Stettin (Schwedisch-Pommern) Anna Maria von Lilienancker (1688–1754), wozu Friedrich Gottlieb Klingenberg das Musikstück Es kriegt einmal die Liebe Lust komponierte.

### Als Rechtsanwalt und Autor
Heinrich Graeff studierte von 1818 bis 1821 Rechtswissenschaften an den Universitäten Berlin, Leipzig und Halle. 1819 wurde er Mitglied des Corps Marchia Berlin. Danach schloss er sich dem Corps Marchia Halle an. 1826 wurde er Assessor in Breslau. Von 1827 bis 1855 war er Rechtsanwalt am Oberlandesgericht Breslau.
Graeff war Coautor des Kommentars zum Allgemeinen Landrecht, und Herausgeber, Autor und Publizist diverser juristischer Bücher und Schriften.

### Als Politiker
Heinrich Graeff gehörte von 1845 bis 1848 und von 1851 bis 1853 der Stadtverordnetenversammlung von Breslau an, deren Vorsteher er zeitweise war. Von 1851 bis 1855 saß er als Abgeordneter des Wahlkreises Breslau 1 und von 1858 bis 1860 des Wahlkreises Liegnitz 2 im Preußischen Abgeordnetenhaus. Er gehörte zunächst der Fraktion der Linken an; ab 1859 war er fraktionslos. Am 9. Mai 1860 legte er sein Mandat nieder.

### Rittergut Kontopp
1845 gelangte das Rittergut Kontopp in Besitz von Heinrich Constantin Adelbert Foerster und Heinrich Graeff, wohin er forthin als Privatier lebte und verstarb.

### Gesellschaftliches
Heinrich Graeff war Gründer und über viele Jahre Präsident des Konstitutionellen Vereins in Breslau. Des Weiteren gehörte er zu den Gründern des Gustav-Adolf Vereins in Göttingen.

## Auszeichnungen
- Ernennung zum Justizrat, 1837

## Als Herausgeber (Auswahl)
- Sammlung sämmtlicher Verordnungen, welche bis Ende 1833 in den von Kamptz'schen Jahrbüchern für Preußische Gesetzgebung enthalten sind : nach den Materien zusammengestellt., Berlin und Breslau 1837
- Ergänzungen und Erläuterungen der Allgemeinen Gerichts-Ordnung durch Gesetzgebung und Wissenschaft : unter Benutzung der Justizministerial-Akten und der Gesetzrevisions-Arbeiten
- Ergänzungen und Erläuterungen der Preussischen Rechtsbücher durch Gesetzgebung und Wissenschaft : unter Benutzung der Justizministerial-Akten und der Gesetz-Revisions-Arbeiten, Breslau 1851